# Vicente Blasco Ibáñez

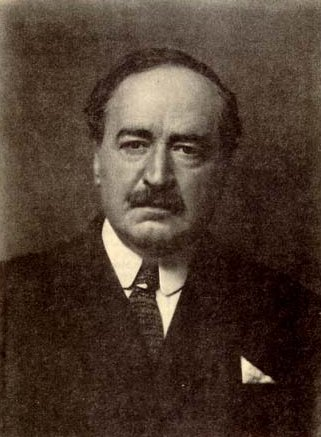
Vicente Blasco Ibáñez.

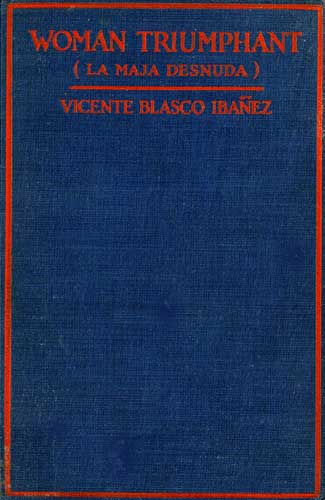
Woman Triumphant - Vicente Blasco Ibáñez

Vicente Blasco Ibáñez (* 29. Januar 1867 in Valencia, Spanien; † 28. Januar 1928 in Menton, Frankreich) war ein spanischer Schriftsteller und Politiker.

## Leben
Blasco Ibáñez studierte Rechtswissenschaften an der Universität Valencia und trat schon bald darauf in die Republikanische Partei ein. In Paris, wo er einige Zeit im Exil leben musste, lernte er den französischen Naturalismus kennen, der einen starken Einfluss auf seine späteren Werke, insbesondere auf seinen Roman Arroz y tartana (1894), nahm. 1887 wurde er Freimaurer und gehörte verschiedenen Logen an, wo er den Meistergrad erlangte und als Orator amtierte, bis er 1895 aus der Akazienloge austrat. Den Idealen der Maurerei fühlte er sich aber weiter verpflichtet. 1894 gründete Blasco Ibáñez die Tageszeitung El Pueblo, die seine politische Plattform darstellte, zuerst durch die Artikel der republikanischen Leitfigur Francisco Pi i Margall und später, nach der Trennung von ihm, durch seine eigenen Beiträge, die ihm schon bald zu enormen Ansehen, vor allem durch seinen erbitterten und harten Kampf gegen die spanischen Regierungen jener Zeit (Gobiernos de la Restauración), in der valencianischen Bevölkerung verhalfen.
Nachdem er verurteilt, eingesperrt und erneut ins Exil geschickt wurde (1896), kehrte Blasco Ibáñez zwei Jahre später nach Spanien zurück und wurde dort in sechs Legislaturperioden in die spanischen Cortes gewählt. 1908 beschloss er, sich aus der Politik zurückzuziehen und ging nach Argentinien ins politische Exil. Nach einigen Jahren kehrte er jedoch nach Europa zurück und zog erneut nach Paris. Dort schrieb er 1914 sein bekanntestes Werk, Los cuatro jinetes del Apocalipsis. 1921 entschloss er sich, in ein Haus nach Nizza zu ziehen, das ihm schon länger gehörte. Dort schrieb er seine letzten Romane, die beim Publikum besser ankamen als seine früheren Werke, die vom ständigen politischen Kampf mit der Regierung und von den ungerechten und unsozialen Zuständen seiner Zeit berichteten, wie beispielsweise sein Werk La barraca von 1898.

## Bedeutung
Blasco Ibáñez war ein Autor, der starke Verbindungen zum französischen Naturalismus hatte und vor allem auf soziale und politische Unstimmigkeiten aufmerksam machen wollte. Durch seine einzigartige Vorstellungskraft und durch seine äußerst detaillierten Beschreibungen von Landschaften und Menschen wurde er zum letzten wirklich großen Autor des Realismus des 19. Jahrhunderts.
Im deutschsprachigen Raum machte vor allem Otto Albrecht van Bebber mit seinen Übersetzungen das Werk von Vicente Blasco Ibáñez bekannt.
Seine Bücher wurden häufig verfilmt, nicht zuletzt in Hollywood. Dort entstanden unter anderem die beiden Rudolph-Valentino-Filme Die vier Reiter der Apokalypse (1921) und Blut und Sand (Blood and Sand, 1922) sowie dessen Neuverfilmung König der Toreros (Blood and Sand, 1941). Letztere basieren auf dem Roman Blutige Arena (Sangre y arena, 1908), den Vicente Blasco Ibáñez bereits 1917 selbst verfilmt hatte. Er selbst schrieb für Sangre y arena das Drehbuch und führte zusammen mit Ricardo de Baños auch Regie. Weitere Verfilmungen seiner Werke sind Frauenfeinde (Enemies of Women, 1923) mit Lionel Barrymore und Alma Rubens, Die Frau, die die Männer bezaubert (Circe, the Enchantress, 1924) mit Mae Murray und Dämon Weib (The Temptress, 1926) mit Greta Garbo. Ebenfalls 1926 wurde Mare Nostrum veröffentlicht, 1948 folgte eine weitere gleichnamige Adaption.

## Werke (Auswahl)

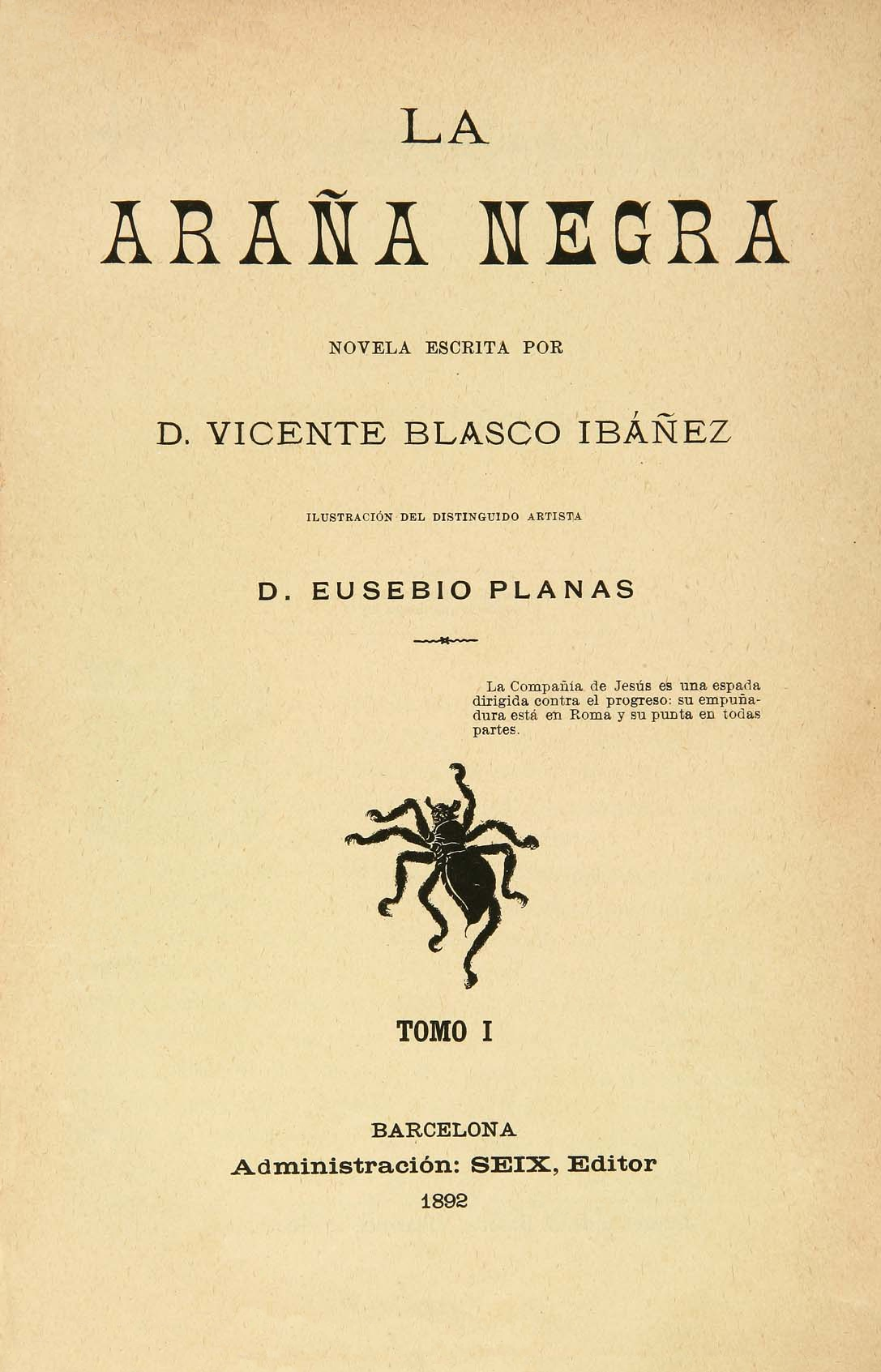
La araña negra (1892), Frontispiz von Bd. I

- La araña negra, 1892
- ¡Viva la república!, 1893
- El femater, 1893
- Los fanáticos, 1894
- Arroz y tartana, 1894 (Digitalisat)
- Flor de Mayo, 1895 (dt. in: Valencia. Die zwei 2 Romane „Flor de Mayo“ und „Die Huerta (Barraca)“, Zürich 1928)
- La barraca, 1898 (Digitalisat) (dt. Die Scholle, Berlin 1922)
- Entre naranjos, 1900 (Digitalisat (Memento vom 10. März 2006 im Internet Archive))
- Sónnica la cortesana, 1901
- Cañas y Barro, 1902 (Digitalisat (Memento vom 10. März 2006 im Internet Archive)) (dt. Sumpffieber, Berlin 1929)
- La catedral, 1903 (Digitalisat)
- El intruso, 1904 (dt. Der Eindringling. Ein Jesuitenroman, Berlin 1909)
- La bodega, 1904/05 (dt. Die Bodega, Büchergilde Gutenberg, Berlin 1932)
- La horda, 1905
- La maja desnuda, 1906
- Sangre y arena, 1908 (dt. Die Arena, München 1910; später auch Blutige Arena) mehrmals verfilmt, u. a. 1941 von Rouben Mamoulian unter dem Titel König der Toreros
- Los muertos mandan, 1909 (dt. Die Toten befehlen, Leipzig 1925 und auch als Das Leben befiehlt, München 1952)
- Luna Benamor, 1909 (dt. Die Hetäre von Sagunt, Berlin 1914)
- Argentina y sus grandezas, 1910
- En busca del Gran Khan (dt. Die Suche nach dem Grosz-Khan, Zürich, Wien und Prag 1934)
- Los cuatro jinetes del Apocalipsis, 1914 (Digitalisat (Memento vom 10. März 2006 im Internet Archive)) (dt. Die apokalyptischen Reiter, Berlin 1922)
- Los argonautas, 1915
- Mare Nostrum (dt. Amphitrite, Zürich 1928)[2]
- Los enemigos de la mujer, 1919
- Militarismo mejicano, 1920
- El paraíso de las mujeres, 1922 (Digitalisat)
- La Tierra de Todos (1922) (Digitalisat)
- El papa del mar, 1925
- A los pies de Venus, 1926